# Cavitatea bucală la păsări
Cavitatea bucală la păsări este foarte importantă, ea conține limba, glande salivare.

## Caracteristici generale a cavității bucale aviare
1. Lipsa dentiției.

## Limba
1. Participă la adunarea și înghițirea hrănii;
2. Nu are musculatura dezvoltată;
3. Este acoperită cu un strat subțire de cheratină;
4. Sunt puține papile gustative;
5. Morfologia limbii diferă de la o specie la alta.

## Ciocul
1. Constă din formațiuni osoase acoperite cu cheratină.